# Odogno
Odogno (in dialetto ticinese Odögn) è una frazione del comune svizzero di Capriasca, nel Canton Ticino (distretto di Lugano).

## Geografia fisica
Odogno è situato lungo la valle del fiume Capriasca.

## Storia
È stato frazione del comune di Tesserete fino al 2001, quando il comune è stato accorpato agli altri comuni soppressi di Cagiallo, Lopagno, Roveredo, Sala Capriasca e Vaglio per formare il nuovo comune di Capriasca.

## Monumenti e luoghi d'interesse
- Oratorio dei Santi Paolo e Giovanni Battista, eretto nel 1777 e costituito da un'aula rettangolare coperta con volta a botte lunettata, con il piccolo campanile neoromanico eretto sul lato sud del coro. All'interno l'altare marmoreo, opera di Silvio Gilardi del 1924, reca la pala raffigurante san Carlo Borromeo, mentre sulle pareti vi sono diversi dipinti, tra cui la Madonna col Bambino e i santi Stefano e Bartolomeo attribuita a Giovanni Battista Bagutti, della fine del XVIII secolo[senza fonte];
- Cappella con un affresco del 1908 raffigurante la Madonna col Bambino, opera di Luigi Rossi[senza fonte].